# Modio Fabidio
Modio Fabidio (Latino: Modius Fabidius), anche chiamato Medio Fidio, è un mitico eroe sabino, fondatore dell'antica città di Cures.

## Biografia
Secondo il racconto di Dionigi di Alicarnasso, che dichiara di attingere a Varrone, al tempo degli Aborigeni il dio Quirino, attratto dalla bellezza di una fanciulla di Reate, l'attirò nel suo tempio, e la rese madre di un fanciullo che fu chiamato Modio Fabidio.
Divenuto adulto, Modio si distinse per le sue imprese guerresche; alla fine, desiderando creare una città ed un regno per sé, fondò Cures, una città senza mura né opere difensive perché era situata sopra una collina, ma soprattutto perché era protetta dal dio.
Il nome Cures, perciò, deriverebbe dal nome di Quirino, padre del fondatore della città.